# Antón Figueroa
Antón Figueroa (Chantada, Lugo, 1943) és un escriptor gallec.
És catedràtic a la Facultat de Filologia de la Universitat de Santiago de Compostel·la, on ensenya literatura francesa. Aquest ofici el va dur a reflexionar sobre el funcionament de la comunicació literària en contextos de contacte de llengües i de cultures i a intentar precisar els resultats literaris d'aquestes relacions, sense perdre de vista la dinàmica del món literari gallec i les funcions dels seus intercanvis amb altres literatures. En aquesta línia bàsica d'investigació, Figueroa manté una constant preocupació per la renovació metodològica des de les teories de la recepció fins al concepte de camp literari. És autor de diversos llibres (Diglosia e Texto, 1988; Lecturas Alleas, 1996) i d'articles com "Texto y lectura en otra lengua" (1989); "Les Problemes de la Traduction en langues minoritaires" (1992); "Literatura Nacional e sistema literario" (1992); "Texto extranjero y Lectura" (1995); etc. Fruit d'aquest interès pels contactes literaris és el seu llibre publicat en col·laboració amb Xoán González-Millán Communication littéraire et culture en Galice (1997), que tracta de presentar la públic francès la situació del món literari gallec.